# Symplocos scabra
Symplocos scabra är en tvåhjärtbladig växtart som beskrevs av Macbride. Symplocos scabra ingår i släktet Symplocos och familjen Symplocaceae. Inga underarter finns listade i Catalogue of Life.